# شیپکاو
شیپکاو (به آلمانی: Schipkau) یک شهر در آلمان است که در اوبرشپریوالد-لاوزیتس واقع شده‌است. شیپکاو ۷٬۵۳۵ نفر جمعیت دارد.